# Виден Табаков
Виден Илиев Табаков (на английски: Widen Tabakoff) е български и американски авиоинженер, учен и специалист по космическа техника и ракетни двигатели, асистент на Вернер фон Браун и участник в екипите, осигуряващи безопасността на полетите на ракетите „Сатурн“ и космическите кораби „Аполо“.

## Биография
Роден е на 14 декември 1919 г. в Стакевци. Той е най-голямото от трите деца на заможен български търговец. Завършва средното си образование във Видин в Мъжката гимназия „Цар Симеон Велики“. През 1939 г. следва един семестър машинно инженерство в Карловия университет в Прага, преди да бъде прехвърлен в германски университет в чешката столица. През 1942 г. се дипломира и прави докторска дисертация в Берлинската политехника през 1945 г., където предсрочно завършва и аеронавтика през 1946 г. Поради забележителните му теоретични познания в тази област през 1946 г. става преподавател по аероинженерство в Берлинската политехника.
Сътрудничи на създателя на първия в света самолет с турбореактивен двигател Ханс фон Охайн. През 1944 г. работи в групата на Вернер фон Браун, главният конструктор на немските ракети „Фау“. През 1948 г. заминава за Аржентина, където заедно с италиански и немски инженери участва в разработването на първия аржентински свръхзвуков самолет. Работи в Буенос Айрес, в „Aero-Talleres Argentinos“. В Аржентина защитава патент за подобряване на охлаждането при хладилниците до 1956 г.
През 1956 г. семейството се завръща в Германия и Табаков работи в Knapsack Griesheim A.G. Cologne до 1958 г.
През 1958 г. започва работа като професор по космическо инженерство в университета в Синсинати, Охайо, САЩ. през 1959 г. с негово участие към университета се открива Институт за космически науки с магистърска и докторска космически инженерни програми. През 1960 г. магистърската програма завършва Rodney Boudereaux, вицепрезидент на RocketDyne, който след пет години става първият завършил докторант.
До 2000 година, когато той все още активно работи, повече от 55 докторанти и над 1000 магистри завършват програмите по космонавтика. Част от тях – служители на Дженерал Електрик – завършват специална програма за инженери с опит. Дипломен ръководител е на над 150 магистри и научен ръководител на над 49 докторанти. Заедно с това провежда редица научни изследвания и изпитания като технически ръководител, съветник и изпълнител за НАСА, американските въздушни, военноморски и наземни сили и световни компании като „General Electric“, „Procter & Gamble“, „Rolls-Royce“, „Texaco“ и др.
Проф. Табаков осигурява за университета повече от 100 млн. долара чрез ръководените от него научни проекти. Лабораторията, която създава в университета „Erosion and Turbomachinery Performance Deterioration Laboratory“, носи неговото име с решение от 17 ноември 2009 г. на Борда на настоятелите на университета.
Като част от екипа на НАСА участва в опитите около изстрелването на космическите ракети „Сатурн“ и създаването на космически кораб по програмата „Аполо“. Над 45 години той е един от изявените и активни изследователи на НАСА.
Научните интереси на проф. Виден Табаков са свързани с разкриване на причините за корозията и уврежданията на турбодвигателите, динамика на газове, топлопренасяне, аерокосмически транспортни средства и подемнозадвижващи системи за тях. Той е световно признат експерт в областта на високотемпературната корозия и защита от нея чрез износоустойчиви материали и покрития. Значим е неговият принос за повишаване живота на съоръжения, в които са въплътени оригинални идеи и най-съвременни научно-технически постижения. Създава тунел за симулация на аеродинамични условия, в който се установява корозията на перките на турбодвигателите. Предпазването на космическите апарати от прах или на самолетните турбини от затлачване на двигателите им с пясък или предпазване на материалите, от които са изградени, от разрушителното действие на прахови частици са били задачи, в решаването на които проф. Табаков има съществен принос. Неговите изследвания удължават експлоатацията на двигателите на самолетите от 140 часа по време на войната във Виетнам до 800 часа и спасяват живота на много пилоти (особено военни) и на пътници в самолети.
Автор е на над 400 научни публикации. Член е на Американския институт по аеронавтика и астронавтика и на Американската асоциация на машинните инженери.
Умира на 6 юни 2015 г. в САЩ.
Личният му архив се съхранява във фонд 1536 в Централен държавен архив, след като е получен през 2017 г. Той се състои от 58 архивни единици от периода 1935 – 2015 г.